# بانک دومینیون
بانک دومینیون (انگلیسی: The Dominion Bank) شرکت خدمات مالی و بانکداری کانادایی بود، که در سال ۱۸۶۹ توسط جیمز آستین تأسیس شد و در سال ۱۹۵۵ در پی ادغام با بانک تورنتو و تأسیس تورنتو-دومینیون بانک، منحل گردید.